# Mike de Albuquerque
Mike d'Albuquerque (Wimbledon, Londres, 24 de junho de 1947) é um músico britânico.
Em 1971, em parceria com Frank Ricotti (percussão), ele lançou o álbum First Wind (como Ricotti e Albuquerque).
De 1972 a 1974, Albuquerque foi o baixista da banda Electric Light Orchestra. Ele saiu por razões internas entre as sessões de gravação do quarto álbum do grupo, Eldorado: A Symphony By The Electric Light Orchestra, para ser substituído pelo baixista Kelly Groucutt. Ele lançou dois álbuns solo de rock progressivo, We May All Be Cattle But We've All Got Names (1973) e Stalking The Sleeper (1976). Ele também tocou como guitarrista e vocalista junto com Mik Kaminski (ex violinista da ELO) em Violinski. Suas contribuições registradas para ELO foram ELO II, On the Third Day, The Night The Light Went On (In Long Beach) e alguns de Eldorado: A Symphony By The Electric Light Orchestra.